# マリア・サルヴィアティ
マリア・サルヴィアティ（Maria Salviati, 1499年7月17日 - 1543年12月12日）は、ジョヴァンニ・デッレ・バンデ・ネーレの妻。「サルビアチ」とも呼ばれる。

## 生涯
ヤコポ・サルヴィアティとルクレツィア・デ・メディチ（ロレンツォ・デ・メディチの娘）の娘として、フィレンツェで生まれた。1516年にジョヴァンニと結婚し、1519年に長男コジモを産んだ。
1526年11月30日にジョヴァンニが死去し、息子コジモを師ピエルフランチェスコ・リッチオと共にヴェネツィアに送り、翌1527年5月のローマ劫掠およびメディチ家がフィレンツェから追放された後、マリアもヴェネツィアの息子の元に向かったが、1530年にメディチ家はフィレンツェの統治を取り戻している。1533年9月には、ローマ教皇クレメンス7世の意向により、カトリーヌ・ド・メディシスに従いマルセイユに向かっている。
1537年、フィレンツェ公アレッサンドロ・デ・メディチが暗殺され、息子コジモがフィレンツェ公を継承した。
1543年12月12日にマリアは死去し、サン・ロレンツォ聖堂に埋葬された。

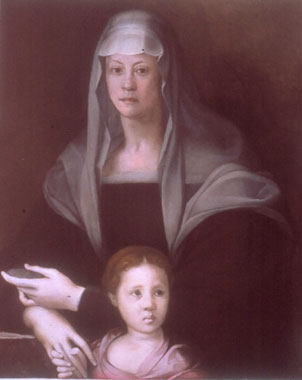
マリアと幼いジュリア・デ・メディチ（アレッサンドロの庶子）。ポントルモ画。